# Dominik Schrott
Dominik Schrott (* 3. Dezember 1987 in Zams) ist ein österreichischer Politiker (ÖVP), der ab 2013 Landesobmann der Jungen Volkspartei Tirol und ab 2017 Abgeordneter zum Nationalrat in der XXVI. Gesetzgebungsperiode war. Ausgelöst durch Berichterstattungen über Unregelmäßigkeiten im Wahlkampf 2017 gab er am 26. August 2018 den Rücktritt von allen öffentlichen Ämtern bekannt.

## Werdegang
Schrott besuchte von 1994 bis 2002 die Volks- und Hauptschule in Oetz und von 2002 bis 2007 die Handelsakademie in Imst mit Schwerpunkt IT-Kommunikation.
Von 2008 bis 2011 arbeitete er bei der Raiffeisenbank Vorderes Ötztal, danach von 2011 bis 2014 im Landessekretariat des ÖAAB Tirol. Von 2014 bis 2015 war er beim Österreichischen Bob- und Skeletonverband tätig und von 2015 bis 2017 als Kommunikationsberater bei der Agentur Smart Ventures GmbH. 
Schrott belegte von 2011 bis 2013 ein Studium der Rechtswissenschaften an der Universität Innsbruck. 2016 begann er ein Studium im Fach PR und integrierte Kommunikation an der Donau-Universität Krems.
Im Alter von 16 Jahren trat er der Freiwilligen Feuerwehr Oetz und zwei Jahre später der Schützenkompanie bei. Er engagiert sich darüber hinaus auch im sozialen Bereich – so z. B. im Sozial- und Gesundheitssprengel, dem Lions Club sowie im Bereich der Erwachsenenbildung. Zudem ist er Mitglied der Ö.k.a.V. Vitonia Krems im ÖCV.

## Politik
Schrott war seit 2013 Landesobmann der Jungen Volkspartei Tirol und von 2015 bis November 2017 Bundesobmann-Stellvertreter der Jungen ÖVP unter dem damaligen Bundesobmann und späteren Bundeskanzler Sebastian Kurz. Am 9. November 2017 wurde Schrott als Abgeordneter zum Nationalrat angelobt. Im vorangegangenen Wahlkampf hatte er 7.093 Vorzugsstimmen erhalten und erreichte somit die Vorzugsstimmenhürde, um die Listenerste, Elisabeth Pfurtscheller, zu überholen und in den Nationalrat einzuziehen.
Aufgrund der zunehmenden Berichte zu vermuteten Unregelmäßigkeiten im vorangegangenen Wahlkampf gab Schrott am 26. August 2018 bekannt, von seinem Nationalratsmandat und allen sonstigen öffentlichen Ämtern zurückzutreten. Im Rahmen der diesbezüglichen Aussendung bezeichnete Schrott die Vorwürfe als „haltlos“ und betonte, dass er von einer vollständigen Entlastung im Rahmen der rechtlichen Klärung ausgehe. Mit 30. Juli 2019 wurde das Ermittlungsverfahren gegen Dominik Schrott vom Staatsanwalt in Innsbruck eingestellt.

## Nationalratswahl 2017 und Rücktritt 2018
Bei der Nationalratswahl in Österreich 2017 sorgte eine Wahlempfehlung für Schrott mit der Unterschrift von Sebastian Kurz für Aufsehen, der angeblich ein sogenannter „Kommunikationsfehler“ zugrunde lag.
Am 21. August 2018 deckte der Blogger Markus Wilhelm mutmaßliche Unregelmäßigkeiten bei einem Gewinnspiel auf, welches vor der Nationalratswahl 2017 von Dominik Schrott durchgeführt worden war. Berichtet wurde, dass Schrott und seine Wahlkampfagentur als „Gewinner“ des Gewinnspiels eine offenbar unter Pseudonym agierende Person auswählten, welche in eben dieser Agentur beschäftigt war, was aufgrund eines ähnlichen Vorgangs bei einem Gewinnspiel der „Zillertaler Trachtenwelten“ nachvollziehbar schien. Im weiteren Verlauf wurde auch eine Förderung des Landes Tirol in der Höhe von 24.000 Euro beleuchtet, für welche laut Wilhelm keine Leistung erbracht wurde.
Die Aufdeckungen führten zu österreichweiter Berichterstattung und zu Rücktrittsforderungen aus anderen Parteien sowie aus seiner eigenen Partei. Am 26. August 2018 gab Schrott schließlich seinen Rücktritt von allen Funktionen bekannt, und verzichtete am 5. September 2018 auf sein Nationalratsmandat, am Tag darauf wurde Elisabeth Pfurtscheller als seine Nachfolgerin im Parlament angelobt. Zu seiner Nachfolgerin als Landesobfrau der Jungen Volkspartei Tirol wurde Sophia Kircher bestellt. Mit 30. Juli 2019 wurden das Ermittlungsverfahren gegen Dominik Schrott vom Staatsanwalt in Innsbruck eingestellt, veröffentlicht wurde diese Meldung aber erst nach der Listenerstellung der Tiroler Volkspartei für die Nationalratswahl 2019.
Am 7. September gab Schrott bekannt, er werde die Fördergelder in der Höhe von 24.000 Euro in voller Höhe zurückzahlen. Zuvor teilte die zuständige Landesrätin Beate Palfrader bereits mit, dass aufgrund fehlender Nachweise zur Verwendung der Gelder ein beträchtlicher Teil der Förderung zurückgezahlt werden müsse.
Nach der Bildung der Bundesregierung Kurz II im Jänner 2020 wechselte er ins Kabinett von Innenminister Karl Nehammer.